# Ay (faraone)
Ay (anche Kheperkheperura Ay) (Panopoli, 1390/1380 a.C.? – Tebe, 1319 a.C.) è stato un faraone della XVIII dinastia egizia.

## Biografia
Nativo di Akhmin, dai greci chiamata Panopoli, fu un funzionario di notevole importanza durante il regno di Akhenaton, durante il quale ricoprì gli incarichi di: "portatore del flabello alla destra di sua maestà", "capo di tutti i cavalli del re", "primo degli scribi di sua maestà", "padre del Dio". Non è chiaro se fosse di ascendenza regale o meno. Intorno alle sue origini si sono sviluppate molteplici teorie. Una di queste sostiene che Ay e sua moglie Tey fossero i genitori di due grandi spose reali: Nefertiti, moglie di Akhenaton, e Mutnodjemet, moglie di Horemheb. D'altro canto, pare ormai certo che Tey non potesse essere la madre carnale di Nefertiti, alla luce del suo titolo di "nutrice della Grande sposa reale" (Nefertiti stessa).

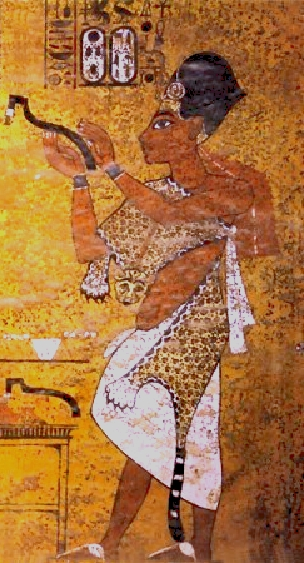
Ay, ormai faraone, mentre esegue il "rito di apertura della bocca" sulla mummia di Tutankhamon. Da una pittura murale nella tomba di Tutankhamon.

Un'altra versione suggerisce che Ay fosse il fratello (o fratellastro) di Tiy, "Grande sposa reale" di Amenhotep III, fatto che renderebbe Ay zio materno di Akhenaton. Le due teorie non sono mutuamente esclusive, ma entrambe spiegherebbero l'alto status al quale Ay assurse durante il regno di Akhenaton. Dopo la morte di questi e dopo gli effimeri regni dei suoi immediati successori Ankhtkeperura e Smenkhara, Ay fece parte del consiglio di reggenza che governò l'Egitto durante la minorità di Tutankhamon, asceso al trono ad appena 9 anni d'età. La sua influenza, che ne aveva fatto uno statista potentissimo con un'esperienza di 25 anni accanto ai troni di Akhenaton e Tutankhamon, gli permise di succedere a quest'ultimo al momento della sua morte prematura, nell'inverno del 1323 a.C.. Tutankhamon non era stato in grado di generare eredi, e la teoria che il vecchio Ay ne abbia sposato la giovane moglie e sorellastra, Ankhesenamon - figlia di Akhenaton e Nefertiti - per dare sostegno alla sua posizione, non possiede riscontri al di fuori di un anello, già noto ad Howard Carter, in cui i nomi di Ay e della vedova di Tutankhamon sono affiancati. La questione è tuttora dibattuta. Meno chiaro è il ruolo che ebbe il generale Horemheb nella successione al giovane faraone: sotto Tutankhamon egli recava infatti il titolo di "rappresentante del Signore delle Due Terre", e i suoi diritti alla successione non erano trascurabili. Si rivelò forse determinante, per il potentissimo funzionario, l'ipotetico matrimonio con la vedova reale; potrebbe essere questo uno degli argomenti più semplici per spiegare l'inattesa successione di Ay a discapito del capo dell'esercito, Horemheb.
Comunque nelle pitture della tomba di Tutankhamon, Ay è raffigurato mentre esegue la "cerimonia di apertura della bocca"; rito questo riservato esclusivamente all'erede designato, e difatti Ay vi appare di già rivestito della corona blu khepresh.
Si suppone che per allestire in soli 60 giorni la tomba di Tutankhamon e quindi legittimare il suo diritto di salire al trono, abbia saccheggiato le tombe di Nefertiti ed Akhenaton. A sostegno di questa teoria sta il fatto che nella tomba di Tutankhamon siano stati ritrovati, gettati in una confusione che dà idea della frenesia dell'allestimento, oggetti destinati al corredo funebre di una regina, e il fatto che il corredo funebre accumulato in quella tomba non potesse essere stato preparato dallo stesso Tutankhamon in così poco tempo (in realtà, nel 2015, analizzando la tomba del faraone, si scoprì che questa era stata ricavata dalla tomba di Nefertiti, rimasta inglobata nella struttura). Salito al trono in età già molto avanzata, 69 anni, regnò per soli quattro anni. Continuò l'opera di moderata restaurazione iniziata ai tempi di Tutankhamon, comunque differente dalla veemente restaurazione che sarà di Horemheb. Edificò per sé un tempio funerario nel complesso templare di Medinet Habu.
Uno dei personaggi chiave del regno di Ay fu il generalissimo Nakhtmin, forse figlio suo e della prima moglie Iuy, "adoratrice di Min" e "cantrice di Iside", forse madre di Nefertiti e Mutnodjmet. Quel che è certo è che Nakhtmin fu l'erede designato al trono, che però non raggiunse mai, forse morendo prima di Ay. Se non figlio carnale di Ay, Nakhtim dovette essere certamente stato adottato dall'anziano faraone in quanto una sua statua danneggiata, conservata presso il Museo egizio del Cairo, lo chiama "figlio della carne del re"; indubbi anche i suoi titoli di "principe della corona" e "figlio del re". Alla morte di Ay, il trono destinato a Nakhtmin andò ad Horemheb.
La sua tomba a Tell el-Amarna, che non venne mai usata, contiene una delle versioni più complete dell'Inno all'Aton. Ay venne sepolto nella tomba KV23 nella Valle Ovest, detta anche "Valle delle scimmie", in una tomba che si pensa fosse stata preparata originariamente per Tutankhamon. La sua mummia non è stata mai trovata. Come per i suoi predecessori anche la memoria di Ay subì la furia iconoclasta di Horemheb, suo successore, che con Ay non aveva rapporti di parentela; il suo sarcofago fu spezzato in molti frammenti. I monumenti e i resti del regno di Ay sono quindi estremamente rari.

## Liste Reali
| Nome Horo        | Giuseppe Flavio   | anni di regno | Sesto Africano | anni di regno | Eusebio di Cesarea | anni di regno |
| ---------------- | ----------------- | ------------- | -------------- | ------------- | ------------------ | ------------- |
| Ka-nekhet tenkau | Achenreres II (?) | 12            | Acherres (?)   | 12            | Cherres (?)        | 15            |

## Titolatura
| G5 |

| G5 |

| E1 · D44 | S15 | N28 · Z2 |

| E1 · D44 | S15 | N28 · Z2 |

| E1 · D44 | S15 | N28 · Z2 |

| E1 · D44 | S15 | N28 · Z2 |

| G5 |

| G5 |

| E1 · D44 | S15 | N28 · Z2 |

| E1 · D44 | S15 | N28 · Z2 |

| E1 · D44 | S15 | N28 · Z2 |

| E1 · D44 | S15 | N28 · Z2 |

| G16 |

| G16 |

| S42 | G20 | F9 · F9 | D46 · r · D44 | S22 | t · t · N25 |

| S42 | G20 | F9 · F9 | D46 · r · D44 | S22 | t · t · N25 |

| S42 | G20 | F9 · F9 | D46 · r · D44 | S22 | t · t · N25 |

| S42 | G20 | F9 · F9 | D46 · r · D44 | S22 | t · t · N25 |

| G16 |

| G16 |

| S42 | G20 | F9 · F9 | D46 · r · D44 | S22 | t · t · N25 |

| S42 | G20 | F9 · F9 | D46 · r · D44 | S22 | t · t · N25 |

| S42 | G20 | F9 · F9 | D46 · r · D44 | S22 | t · t · N25 |

| S42 | G20 | F9 · F9 | D46 · r · D44 | S22 | t · t · N25 |

| G8 |

| G8 |

| S38 | X7 | C10 | S | L1 | r · N17 · N17 |

| S38 | X7 | C10 | S | L1 | r · N17 · N17 |

| S38 | X7 | C10 | S | L1 | r · N17 · N17 |

| S38 | X7 | C10 | S | L1 | r · N17 · N17 |

| G8 |

| G8 |

| S38 | X7 | C10 | S | L1 | r · N17 · N17 |

| S38 | X7 | C10 | S | L1 | r · N17 · N17 |

| S38 | X7 | C10 | S | L1 | r · N17 · N17 |

| S38 | X7 | C10 | S | L1 | r · N17 · N17 |

| M23 | L2 |

| M23 | L2 |

| N5 | L1 | L1 | Z2 |

| N5 | L1 | L1 | Z2 |

| N5 | L1 | L1 | Z2 |

| N5 | L1 | L1 | Z2 |

| M23 | L2 |

| M23 | L2 |

| N5 | L1 | L1 | Z2 |

| N5 | L1 | L1 | Z2 |

| N5 | L1 | L1 | Z2 |

| N5 | L1 | L1 | Z2 |

| G39 | N5 |

| G39 | N5 |

| R8 | i | t · f | i | A2 | i | i |

| R8 | i | t · f | i | A2 | i | i |

| R8 | i | t · f | i | A2 | i | i |

| R8 | i | t · f | i | A2 | i | i |

| G39 | N5 |

| G39 | N5 |

| R8 | i | t · f | i | A2 | i | i |

| R8 | i | t · f | i | A2 | i | i |

| R8 | i | t · f | i | A2 | i | i |

| R8 | i | t · f | i | A2 | i | i |

| G5 |

| G5 |

| E1 · D44 | S15 | N28 · Z2 |

| E1 · D44 | S15 | N28 · Z2 |

| E1 · D44 | S15 | N28 · Z2 |

| E1 · D44 | S15 | N28 · Z2 |

| G5 |

| G5 |

| E1 · D44 | S15 | N28 · Z2 |

| E1 · D44 | S15 | N28 · Z2 |

| E1 · D44 | S15 | N28 · Z2 |

| E1 · D44 | S15 | N28 · Z2 |

| G16 |

| G16 |

| S42 | G20 | F9 · F9 | D46 · r · D44 | S22 | t · t · N25 |

| S42 | G20 | F9 · F9 | D46 · r · D44 | S22 | t · t · N25 |

| S42 | G20 | F9 · F9 | D46 · r · D44 | S22 | t · t · N25 |

| S42 | G20 | F9 · F9 | D46 · r · D44 | S22 | t · t · N25 |

| G16 |

| G16 |

| S42 | G20 | F9 · F9 | D46 · r · D44 | S22 | t · t · N25 |

| S42 | G20 | F9 · F9 | D46 · r · D44 | S22 | t · t · N25 |

| S42 | G20 | F9 · F9 | D46 · r · D44 | S22 | t · t · N25 |

| S42 | G20 | F9 · F9 | D46 · r · D44 | S22 | t · t · N25 |

| G8 |

| G8 |

| S38 | X7 | C10 | S | L1 | r · N17 · N17 |

| S38 | X7 | C10 | S | L1 | r · N17 · N17 |

| S38 | X7 | C10 | S | L1 | r · N17 · N17 |

| S38 | X7 | C10 | S | L1 | r · N17 · N17 |

| G8 |

| G8 |

| S38 | X7 | C10 | S | L1 | r · N17 · N17 |

| S38 | X7 | C10 | S | L1 | r · N17 · N17 |

| S38 | X7 | C10 | S | L1 | r · N17 · N17 |

| S38 | X7 | C10 | S | L1 | r · N17 · N17 |

| M23 | L2 |

| M23 | L2 |

| N5 | L1 | L1 | Z2 |

| N5 | L1 | L1 | Z2 |

| N5 | L1 | L1 | Z2 |

| N5 | L1 | L1 | Z2 |

| M23 | L2 |

| M23 | L2 |

| N5 | L1 | L1 | Z2 |

| N5 | L1 | L1 | Z2 |

| N5 | L1 | L1 | Z2 |

| N5 | L1 | L1 | Z2 |

| G39 | N5 |

| G39 | N5 |

| R8 | i | t · f | i | A2 | i | i |

| R8 | i | t · f | i | A2 | i | i |

| R8 | i | t · f | i | A2 | i | i |

| R8 | i | t · f | i | A2 | i | i |

| G39 | N5 |

| G39 | N5 |

| R8 | i | t · f | i | A2 | i | i |

| R8 | i | t · f | i | A2 | i | i |

| R8 | i | t · f | i | A2 | i | i |

| R8 | i | t · f | i | A2 | i | i |